# 董卫民
董卫民（1968年9月—），男，汉族，湖北武穴人。中国共产党党员，中华人民共和国政治人物。现任中共四川省委常委，常务副省长、四川省人民政府党组副书记。第十三届全国人大代表，中共第二十届中央候补委员。

## 个人经历

### 教育经历
1986年9月至1990年7月，在湖北工学院机械制造工艺及设备专业学习。1996年5月至1996年6月，在中共黄冈市委党校中青年干部班学习。1996年9月至1999年11月，在华中师范大学科技哲学专业在职硕士研究生班学习。2000年9月至2000年10月，在中共黄冈市委党校县级干部进修班学习。2004年12月至2005年3月，在英国伍斯特大学留学。2012年11月，在中共中央组织部延安干部学院进修班学习。

### 工作经历
1990年7月至1998年10月，在共青团黄冈地委工作。1998年10月至2001年11月，担任共青团黄冈市委副书记。2001年11月至2002年12月，担任共青团黄冈市委书记、党组书记。2002年12月至2005年12月，担任中共红安县委副书记、县人民政府县长。2005年12月至2007年11月，担任湖北省国土资源厅副厅长、党组成员。2007年11月至2011年11月，担任中共十堰市委组织部部长。2010年12月至2013年4月，担任中共十堰市委副书记。2013年4月至2014年12月，担任湖北省国土资源厅副厅长。
2014年12月31日，任中共黄石市委副书记、市政府副市长、代理市长。2015年1月25日至2019年1月11日，担任黄石市人民政府市长。2018年9月5日，任中共黄石市委书记。
2021年3月28日，任中共湖北省委秘书长。2021年10月18日，升任中共湖北省委常委。2022年3月31日，任湖北省人民政府副省长、党组副书记。2023年8月24日，转任中共四川省委委员、常委，四川省人民政府党组副书记。
董卫民也是第十三届全国人大代表（2018年－2023年），第十一届中共湖北省委委员。